# Ille-et-Vilaine
Ille-et-Vilaine là một tỉnh của Pháp, thuộc vùng hành chính Bretagne, tỉnh lỵ Rennes, bao gồm 4 quận với các quận lỵ còn lại là: Fougères, Redon, Saint-Malo.